# هرج‌ومرج (کتاب)
هرج‌ومرج: داستان واقعی قتل‌های منسون (انگلیسی: Helter Skelter: The True Story of the Manson Murders) کتاب جنایی غیرداستانی نوشتهٔ وینسنت بولیوسی و کورت جنتری است که در سال ۱۹۷۴ منتشر شد. بولیوسی در ۱۹۷۰ به عنوان دادستان در محاکمه چارلز منسن خدمت می‌کرد. این کتاب اطلاعات دست‌اول او از پرونده منسون، سوزان اتکینز، پاتریشیا کرنویکل و دیگر اعضای گروهش که خود را خانواده منسون می‌خواندند را ارائه می‌دهد. این کتاب پرفروش‌ترین کتاب گونه جنایت واقعی در تاریخ است.